# Bartosz Bochno
Bartosz Bochno (Zgorzelec, 13 marzo 1988) è un cestista polacco.